# Mecanismo de Kozai
En la mecánica celeste, el mecanismo de Kozai, o el mecanismo de Lidov-Kozai, es una perturbación de la órbita de un satélite por la gravedad de otro cuerpo orbitando más lejos, causando la libración (oscilación alrededor de un valor constante) del argumento de la órbita del pericentro. A medida que la órbita libra, hay un intercambio periódico entre su inclinación y su excentricidad.
El efecto fue descrito en 1961 por el especialista soviético en dinámica espacial Michael Lidov (ruso: Михаил Львович Лидов) al analizar las órbitas de los satélites artificiales y naturales de los planetas, y en 1962 por el astrónomo japonés Yoshihide Kozai (japonés: 古在 由 秀) mientras se analizan las órbitas de los asteroides. Desde entonces, se ha encontrado que este efecto es un factor importante que configura las órbitas de los satélites irregulares de los planetas, los objetos transneptunianos y unos pocos planetas extrasolares y múltiples sistemas estelares.
En el problema jerárquico restringido de tres cuerpos, se supone que el satélite tiene una masa insignificante comparada con los otros dos cuerpos (el "primario" y el "perturbador"), y que la distancia entre el primario y el perturbador es mucho mayor que La distancia desde el primario al satélite. Estas suposiciones serían válidas, por ejemplo, en el caso de un satélite artificial en una órbita terrestre baja que es perturbado por la Luna, o un cometa de corto período que es perturbado por Júpiter.
Bajo estas aproximaciones, las ecuaciones de movimiento orbital para el satélite tienen una cantidad conservada: la componente del momento cinético orbital del satélite paralelo al momento angular del momento angular primario / pertur- sor. Esta cantidad conservada puede expresarse en términos de la excentricidad e de la inclinación i del satélite relativa al plano del binario externo:
{\displaystyle L_{z}={\sqrt {(1-e^{2})}}\cos i.}
La conservación de Lz significa que la excentricidad orbital puede ser "negociada para" la inclinación. Así, las órbitas casi circulares, muy inclinadas pueden llegar a ser muy excéntricas. Dado que el aumento de la excentricidad mientras se mantiene constante el eje semimajor reduce la distancia entre los objetos en el periapsis, este mecanismo puede causar que los cometas (perturbados por Júpiter) se conviertan en hongos.
Las oscilaciones Lidov-Kozai estarán presentes si Lz es menor que un cierto valor. Al valor crítico de Lz, aparece una órbita de "punto fijo", con una inclinación constante dada por
{\displaystyle \arccos \left({\sqrt {\frac {3}{5}}}\right)\approx 39.2^{o}}
Para valores de Lz inferiores a este valor crítico, existe una familia de parámetros unidimensionales de soluciones orbitales que tienen el mismo Lz pero diferentes cantidades de variación en e o i. Sorprendentemente, el grado de variación posible en i es independiente de las masas involucradas, lo que sólo establece el calendario de las oscilaciones.

## Consecuencias
El mecanismo de Lidov-Kozai hace que el argumento del pericentro (ω) libere aproximadamente 90 ° o 270 °, es decir que su periapse ocurre cuando el cuerpo está más alejado del plano ecuatorial. Este efecto es parte de la razón por la cual Plutón está protegido dinámicamente de los encuentros cercanos con Neptuno.
El mecanismo de Lidov-Kozai impone restricciones sobre las órbitas posibles dentro de un sistema, por ejemplo
- Para una luna regular: si la órbita de la luna de un planeta está altamente inclinada a la órbita del planeta, la excentricidad de la órbita de la luna aumentará hasta que, en el acercamiento más cercano, la luna sea destruida por fuerzas de marea

- Para los satélites irregulares: la excentricidad creciente dará lugar a una colisión con una luna regular, el planeta, o alternativamente, el apocenter creciente puede empujar el satélite fuera de la esfera de la colina

El mecanismo se ha invocado en las búsquedas del Planeta X, planetas hipotéticos que orbitan el Sol más allá de la órbita de Neptuno.

## Escala de tiempo
La escala de tiempo básica asociada con las oscilaciones de Kozai es
{\displaystyle T_{\mathrm {Kozai} }=2\pi {\frac {\sqrt {GM}}{Gm_{2}}}{\frac {a_{2}^{3}}{a^{3/2}}}\left(1-e_{2}^{2}\right)^{3/2}={\frac {M}{m_{2}}}{\frac {P_{2}^{2}}{P}}\left(1-e_{2}^{2}\right)^{3/2}}
Donde a indica el eje semimajor, P es el período orbital, e es excentricidad y m es masa; Las variables con el subíndice "2" se refieren a la órbita externa (perturbador) y las variables que carecen de subíndices se refieren a la órbita interna (satélite); M es la masa de la primaria. El periodo de oscilación de las tres variables (e, i, ω) es el mismo, pero depende de cómo "lejos" la órbita sea de la órbita de punto fijo, llegando a ser muy larga para la órbita separatrix que separa las órbitas libradoras (Kozai) Desde órbitas oscilantes.